# Ибарра, Сэмюэл
Сэмюэл Ибарра (англ. Samuel Ybarra, 1945, Сан-Карлос, Аризона — 1982, Сан-Карлос, Аризона, США) — военнослужащий армии США, служивший в 101-й воздушно-десантной дивизии, в специальном подразделении по борьбе с партизанами под названием «Tiger Force» во время Вьетнамской войны. Ибарра получил известность из-за своей причастности к совершению ряда военных преступлений в 1967 году.

## Биография
Сэмюэл Ибарра родился в 1945 году на территории индейской резервации Сан-Карлос (штат Аризона), которая управлялась представителями индейского племени Апачи. Матерью Сэмюэла была представительница племени Апачи, а отцом являлся мексиканский эмигрант. Детство и юность Ибарра провёл в городе Глоб (штат Аризона), население которого составляло около 7 000 человек, большая часть из которых работала в горнодобывающей промышленности. Сэмюэл вырос в социально-неблагополучной обстановке. Отец мальчика — Мануэль Ибарра работал водителем грузовика в компании «Inspiration Consolidated Copper Company» и был убит во время драки в одном из баров города в 1951 году, вследствие чего воспитанием Сэмюэла в дальнейшие годы занималась его мать и другие родственники. Начиная с раннего детства Ибарра имел проблемы с лишним весом, страдал гиперкератозом кожи лица и подвергался нападкам со стороны других детей из-за своей этнической принадлежности, благодаря чему не пользовался популярностью в округе, был скован и имел проблемы с коммуникабельностью. Согласно негласной политике расовой сегрегации, коренным индейцам не полагалось общаться с белыми. В начале 1950-х, получая начальное школьное образование Ибарра и его ровесники посещали школы, предназначенные для представителей коренных народов Северной Америки, но к началу 1960-х политика расовой сегрегации изменилась. Представителям племени Апачи было разрешено посещать государственные школы для белых, где индейцы и белые посещали одни и те школьные занятия, играли в одних и тех же футбольных и баскетбольных командах и принимали участие в школьных мероприятиях. Будучи подростком Ибарра начал посещать школу «Globe High School», где начал проявлять агрессивное поведение и нередко участвовал в разрешении конфликтных ситуаций с учениками школы посредством драк, благодаря чему в конечном итоге заработал репутацию хулигана. Ибарра не испытывал интереса к учебному процессу, вследствие чего из-за хронических прогулов и неуспеваемости бросил школу после окончания 9-го класса. В возрасте 16 лет он начал увлекаться алкогольными напитками. В этот период он много свободного времени проводил возле баров «Марке» или «Пинки» — двух ночных заведениях города, которые обслуживали коренных американцев. Не имея возможности попасть внутрь из-за своего возраста, Ибарра проводил вечера возле бара, прося старейшин резервации купить ему пиво или вино. В этот период Сэмюэла находящегося в состоянии алкогольного опьянения четыре раза подвергали арестам по обвинению в нарушении общественного порядка. Во время учёбы в 9-м классе, Сэмюэл познакомился с ровесником по имени Кеннет Грин, который являлся белым. Грин с раннего детства также заработал в городе репутацию хулигана, был замечен в вандализме и антиобщественных выходках, вследствие чего неоднократно подвергался арестам и задержанию полицией. Отец Грина придерживался авторитарного стиля воспитания и постоянно подвергал сына дисциплинарным наказаниям за проступки, вследствие чего Кеннет будучи подростком начал проявлять агрессию по отношению к окружающим. В школьные годы Грин постоянно создавал конфликтные ситуации с другими учениками независимо от их возраста и телосложения и вступал в драки, вследствие чего заработал репутацию одного из самых сильных и агрессивных учеников школы. После знакомства с Грином, Ибарра стал проводить всё своё свободное время в его компании.
Большую часть совместного времяпровождения они приобретали незаконным путём алкогольные напитки, после чего совершали поездки по окрестностям на автомобиле «Chevelle SS» 1964 года, нередко создавая конфликтные ситуации с местными жителями. Также много свободного времени друзья проводили в окрестностях водохранилища Рузвельт, где занимались рыбалкой и охотились на оленей. Под влиянием Ибарры, Грин стал прогуливать занятия в школе, после чего вступил в конфликт со своими родителями, которые пытались отговорить его от общения с Сэмюэлом. К началу 1965 года Сэм Ибарра и Кеннет Грин стали социальными изгоями в городе, но несмотря на это продолжали своими действиями выражать протест, акцентировали внимание общественности на различия и конфликты между поколениями и выступали с критикой родительского стиля воспитания.
По свидетельствам родственников Ибарры, он не испытывал желания работать на медных рудниках, где работали многие жители Глоба и представители племени Апачи, вследствие чего предложил Кеннету Грину завербоваться в Армию США, на что тот ответил согласием. В конце 1965 года они завербовались и были зачислены в 101-ю воздушно-десантную дивизию. В январе 1966 года Ибарра и Грин были направлены на военную базу Форт-Беннинг, (штат Джорджия), где они в течение 6 месяцев проходили курс обучения. После обучения, Сэмюэл Ибарра и Кеннет Грин летом 1966 года были отправлены на войну во Вьетнам.

## Участие во Вьетнамской войне
В течение второй половины 1966 года Ибарра и Грин проходили службу в разных подразделениях. Грин служил в миномётном взводе, но большую часть времени проводил в горах на территории Южного Вьетнама, где боестолкновения с противником случались крайне редко. Ибарра проходил военную службу в отряде связи, но из-за отсутствия боевых контактов с армией Вьетконга, он в начале 1967 года написал рапорт о переводе в разведывательное подразделение «Tiger Force». Оно было сформировано из бойцов 1-й бригады (1-го батальона 327-го пехотного полка) 101-й воздушно-десантной дивизии полковником Д. Хэквортом в конце 1965 года в рамках концепции Recondo (reconnaissance commando). Хэкворт проявил себя выдающимся специалистом по военному делу во время Корейской войны. Во время войны во Вьетнаме он был одним из первых, кто заявил, что традиционные методы войны зашли в тупик, после чего предложил в качестве меры борьбы с тактикой ведения боевых действий армией Северного Вьетнама — следовать их примеру и слиться с местностью джунглей с целью обнаружить врага, который предпочитал передвигаться по джунглям и по подземным тоннелям. Бойцы «Tiger Force» разбивались на небольшие отряды, после чего имея с собой достаточное количество провизии и боеприпасов, проникали вглубь вражеской территории, где фиксировали маршруты передвижения противника и расположение их военных баз. Численность подразделения составляла 45 чел. «Tiger Force» особо отличилось во время сражения при Туморонг (операция «Hawthorne») в июне 1966 года. Действия солдат были отмечены президентом Джонсоном. Помимо разведывательных действий, бойцы подразделения часто принимали участие в небольших военных операциях, такие как блокирование отступающих партизанских сил и освобождение подразделений армии США, оказавшихся в засадах. В феврале 1966 года в Ми Кане II, местности, покрытой рисовыми полями и горами, «Tiger Force» оказались в засаде хорошо укреплённого противника, но благодаря действиям командира подразделения — лейтенанта Джеймса Гарднера, который ценой своей жизни уничтожил три вражеских бункера, бойцы «Tiger Force» сумели выйти. В другом случае, 11 июня 1966 года подразделению отдан был приказ устроить засаду на маршруте передвижения подразделений армии Северного Вьетнама, находящегося на расстоянии 35 километров от границы с Лаосом. 11 мая 1967 года Ибарра в составе «Tiger Force» принимал участие в бою на территории провинции Куангyгай, где другое армейское разведывательное подразделение армии США было сковано огнём противника. Подразделение «Tiger Force» попало в засаду, после чего бойцы оказались под шквальным огнём артиллерии, миномётов и стрелкового оружия. Командир подразделения запросил по рации вертолёты для эвакуации раненых, но каждый раз, когда вертолёт пытался приземлиться, он был вынужден уйти из-за обстрела вражеской артиллерии. После того как на помощь осаждённым прибыли дополнительные силы и авиация, огневые точки подразделений армии Северного Вьетнама были подавлены, и бойцы «Тiger Force» были эвакуированы. В этом бою было убито и ранено 27 человек из подразделения, после чего был объявлен набор новых добровольцев. Узнав об этом, в конце мая 1967 года Сэмюэл Ибарра разыскал Грина и предложил ему присоединиться к «Tiger Force», на что он ответил согласием. После ряда поражений, «Tiger Force» было отправлено в долину Сонг Ве, жители которой были враждебно настроены по отношению к американским войскам. Целью военной операции была ликвидация деревень, которые занимались сельским хозяйством и снабжали источником пищи армии Северного Вьетнама.
После того, как жители деревни отказались выполнить приказ армии США покинуть долину Сонг Ве, вся территории долины была объявлена «зоной свободного огня», что означало, что солдатам не требовалось никакого разрешения для открытия огня или нанесения воздушного удара по деревне или региону. Бойцам подразделения «Tiger Force» было разрешено применять военно-полевые суды по отношению к военнопленным и лицам, которые подозревались в сотрудничестве с противником, а также было объявлено, что в зоне проведения военных операций отсутствуют всякие гарантии нормально-законного течения, следствием чего стали массовые убийства граждан Северного Вьетнама бойцами «Tiger Force».
В ходе расследования, начатого в 1971 году, было установлено что подразделение «Tiger Force» с мая по ноябрь 1967 года провело несколько военный операций более чем в 40 деревнях в долине Сонг Ве. На основании показаний оставшихся в живых членов «Tiger Force», было установлено, что летом 1967 года подполковник армии США Джеральд Морс связался по рации с солдатами, действовавшими под его командованием в центральных высокогорьях Вьетнама и объявил им, что так как подразделение причислено к 327-у пехотному полку, то бойцы подразделения должны совершить 327 убийств и сжигать деревни на пути своего движения. Сослуживцы Ибарры утверждали впоследствии, что Кеннет Грин и Сэм Ибарра приобрели репутацию солдат, которым можно было доверять в бою и которые демонстрировали невероятную жестокость по отношению к жителям деревень, что поощрялось офицерами и командованием 101-й воздушно-десантной дивизией. Так, летом 1967 года подразделение обвинило несколько жителей одной из деревень в районе Дук Пхо в принадлежности к вооружённым силам Северного Вьетнама, после чего Грин пытал заключенного с кляпом во рту, нанося ему порезы ножом, после чего убил, перерезав ему горло и снял с его головы скальп. Тот же самый метод устрашения повторил Сэм Ибарра по отношению военнопленному вьетконговцу. После пыток и издевательств, Ибарра согласно свидетельствам его пятерых сослуживцев убил пленного солдата вражеской армии, после чего снял с его головы скальп и водрузил его на дуло своей винтовки. Согласно показаниям другого солдата, недалеко от той же деревни Ибарра застрелил безоружного 15-летнего мальчика, а затем отрезал ему уши, нанизав их на своё ожерелье.
Пять других сослуживцев Грина и Ибарры рассказали следователям о том, что Ибарра и Грин изнасиловали девочку-подростка, которую потом закололи штыком в ходе операции по поиску и уничтожению противника недалеко от Там Ки в августе 1967 года. 27 солдат позже свидетельствовали, что отрезание ушей мёртвым вьетнамцам стало общепринятой практикой во взводе и многие солдаты, подражая Сэму Ибарре начали носить на шее ожерелья с нанизанными на них отрезанными ушами противника. 29 сентября 1967 года взвод «Tiger Force» попал в засаду. Во время боя Кеннет Грин получил ранение в ногу. Когда медик оттащил его в безопасное место, Грин получил ранение в голову и умер на глазах у Сэма Ибарры. По мнению сослуживцев Ибарры, депрессия и переживания о смерти лучшего друга стали причинами его психического расстройства, что подтолкнуло Ибарру к совершению последующих жестоких военных преступлений. В течение двух месяцев последовавших за смертью Грина, Ибарра согласно свидетельствам бывших членов подразделения «Tiger Force» стал одним из самых результативных убийц во взводе. Во время зачисток деревень недалеко от Чу Лая в период с октября по ноябрь 1967 года Ибарра убил несколько десятков местных жителей, среди которых были женщины и дети. Сразу несколько солдат свидетельствовали о том, что 19 ноября 1967 года Сэмюэл Ибарра отрезал голову вьетнамскому младенцу с целью снять с его шеи ожерелье, имевшее сакральное значение и известное в Буддизме как «Обруч Будды». По словам сержанта Джеймса Барнетта, Ибарра постоянно пребывал в состоянии гнева и ярости и внушал страх своим сослуживцам. Медик Гарольд Фишер заявил следователям, что солдатам приходилось удерживать Ибарру от нападения на мирных жителей, так как он пытаясь отомстить за смерть Кеннета Грина старался убивать безоружных жителей деревни, когда представлялась возможность, что иногда случалось ежедневно. По свидетельствам медика Риона Кози и сержанта взвода Уильяма Дойла, за один октябрь 1967 года солдаты взвода совместно с Сэмом Ибаррой убили около 120 мирных жителей. Согласно их показаниям, после совершения убийств, Ибарра помимо отрезания ушей и снятия скальпов, выдергивал у своих жертв зубы с золотыми пломбами. Член взвода Рион Кози утверждал, что успех сражения измерялся количеством убитых мирных людей, а границы между мирными жителями, отказывающимися уходить, и врагом становились всё более размытыми. В конце 1967 года, заслуги Сэма Ибарра перед армией США были отмечены появлением в статье газеты «Stars and Stripes», которая восхваляла его за совершение юбилейного тысячного убийства в ходе операции «Уиллер». В конце 1967 года, после нескольких конфликтов с вышестоящим начальством, Ибарра был подвергнут дисциплинарному взысканию и выведен из подразделения «Tiger Force». В начале 1968 года он был переведен в артиллерийскую роту, где начал злоупотреблять алкогольными напитками и наркотическими средствами.
Из-за конфликтов с начальством Ибарра к 1969 году трижды представал перед военным трибуналом за неподчинение приказам и хранение марихуаны. 13 марта 1969 года он был подвергнут очередному дисциплинарному взысканию за отказ войти в бункер во время ракетного обстрела военной базы. Сержант Буфорд МакКлюр свидетельствовал, что Ибарра демонстративно стоял в казарме во время обстрела, выражал неподчинение приказам и требовал вернуть его в подразделение «Tiger Force». После инцидента Ибарра был подвергнут медицинскому освидетельствованию, по результатам которого у него были выявлены отклонения в психике, но он был признан вменяемым. На основании заключения психиатров, в апреле 1969 года Ибарра был уволен из армии США. После демобилизации, он вернулся в Глоуб, где стал проживать вместе с матерью в трейлере.

## Расследование
Один из сослуживцев Ибарры по имени Гэри Кой в 1971 году обратился в армейское управление уголовных расследований (известное как CID) и заявил им о том, что стал свидетелем того, как Ибарра отрезал голову младенцу, после чего было начато расследование, который взял под свой личный контроль глава управления Генри Тафтс. В ходе расследования, следствие в конечном итоге пришло к выводу, что членами взвода было совершено около 30 военных преступлений, 7 из которых совершил непосредственно Сэмюэл Ибарра, нарушающих международное право, включая Женевские конвенции 1949 года. В период с 1971 по 1975 год следователи трижды пытались допросить Сэмюэла Ибарру, но он отказался от сотрудничества со следствием, требуя предъявления официальных обвинений. В 1975 году в связи с окончанием войны во Вьетнаме расследование было завершено. Результаты расследования в виде 55-страничного отчёта были отправлены в офисы министра обороны США и высокопоставленным чиновникам Белого дома, в том числе Джону Дину, тогдашнему главному советнику президента Ричарда Никсона, однако никаких действий предпринято не было и результаты расследования были засекречены. Бывшие следователи спустя три десятилетия утверждали, что результаты расследования были засекречены и не были обнародованы общественности, так как массовые убийства, совершенные Сэмюэлом Ибаррой и его сослуживцами не уступало по жестокости массовому убийству гражданского населения в Сонгми, вследствие чего существовала вероятность вынесения импичмента Ричарду Никсону.

## Смерть
В начале 1970-х Ибарра женился на Джойс Литтл, однако брак не задался. Согласно свидетельствам родственников Ибарры, после возвращения с войны Сэмюэл вёл маргинальный образ жизни. Мать Ибарры — Териен Рамос утверждала, что Сэмюэл признался ей в совершении многочисленных военных преступлений и убийств невинных мирных жителей, вследствие чего впал в депрессию и состояние внутриличностного конфликта. Согласно её утверждениям, Сэмюэл испытывал признаки посттравматического стрессового психического расстройства, но официальный диагноз ему так и не был поставлен. По её словам, Ибарра выражал раскаяние в содеянном, заявлял о том, что испытывает чувство стыда перед обществом и испытывал моральные страдания из-за своей роли в массовых убийствах и жизненного опыта во время войны во Вьетнаме. Также по словам его матери, Сэмюэл после возвращения с войны, демонстрировал в своём характере сентиментальные черты, вследствие чего часто плакал в качестве реакции на внешние раздражители, жалуясь на то, что призраки убитых им людей преследуют его в галлюцинациях. Согласно свидетельствам родственников и знакомых Ибарры, на протяжении 1970-х он нигде не работал и большую часть своего свободного времени проводил в своём трейлере, употребляя огромное количество алкогольных и наркотических средств. В середине 1970-х у него начались проблемы со здоровьем. В 1975 году у него были диагностированы цирроз печени и диабет. Из-за осложнений имеющихся заболеваний, в 1982 году Ибарра заболел пневмонией, от которой скончался в 1982 году, в возрасте 36 лет.
В 2003 году, Майкл Саллах и Митч Вайс, репортёры газеты «Toledo Blade» из города Толедо, (штат Огайо), узнали о совершении военных преступлениях от коллеги-репортёра, которому завещал коробки с секретными документами Генри Тафтс, который умер в июле 2002 года. Получив секретные документы с подробным описанием перечня военных преступлений, совершенных взводом «Tiger Force», репортёры просмотрели тысячи рассекреченных документов из Национального архива, расположенного в Вашингтоне, округ Колумбия, а также сотни дополнительных секретных документов по этому делу — делу, которое, как они утверждают, не было известно даже «самым признанным американским историкам войны». В ходе независимого расследования, в 2003 году репортёры газеты «Toledo Blade» разыскали и опросили 100 вьетнамских мирных жителей, ставших свидетелями убийств. Также им удалось обнаружить и допросить 43 бывших членов взвода «Tiger Force» в 60 городах по всему миру, 12 из которых выразили раскаяние в содеянных преступлениях или неспособности остановить злодеяния, благодаря чему Сэмюэл Ибарра получил вторую волну известности. Расследование принесло журналистам ряд премий, включая Пулитцеровскую премию в 2004 году. После публикаций статей, армия США начала пересмотр расследования, однако в ходе его никаких обвинений так и не было никому предъявлено.